# Лакк'ярелла
Лакк'ярелла (італ. Lacchiarella) — муніципалітет в Італії, у регіоні Ломбардія,  метрополійне місто Мілан.
Лакк'ярелла розташований на відстані близько 470 км на північний захід від Рима, 16 км на південь від Мілана.
Населення — 8932 особи (2014).
Щорічний фестиваль відбувається 16 серпня. Покровитель — святий Рох.

## Демографія
Населення за роками:

Станом на 1 січня 2023 року в муніципалітеті офіційно проживало 998 іноземців з 54 країн, серед них 200 громадян країн Євросоюзу та 36 громадян України.

## Сусідні муніципалітети
- Базільйо
- Бінаско
- Борнаско
- Казариле
- Джуссаго
- П'єве-Емануеле
- Сіціано
- Відігульфо
- Цибідо-Сан-Джакомо